# HDRR

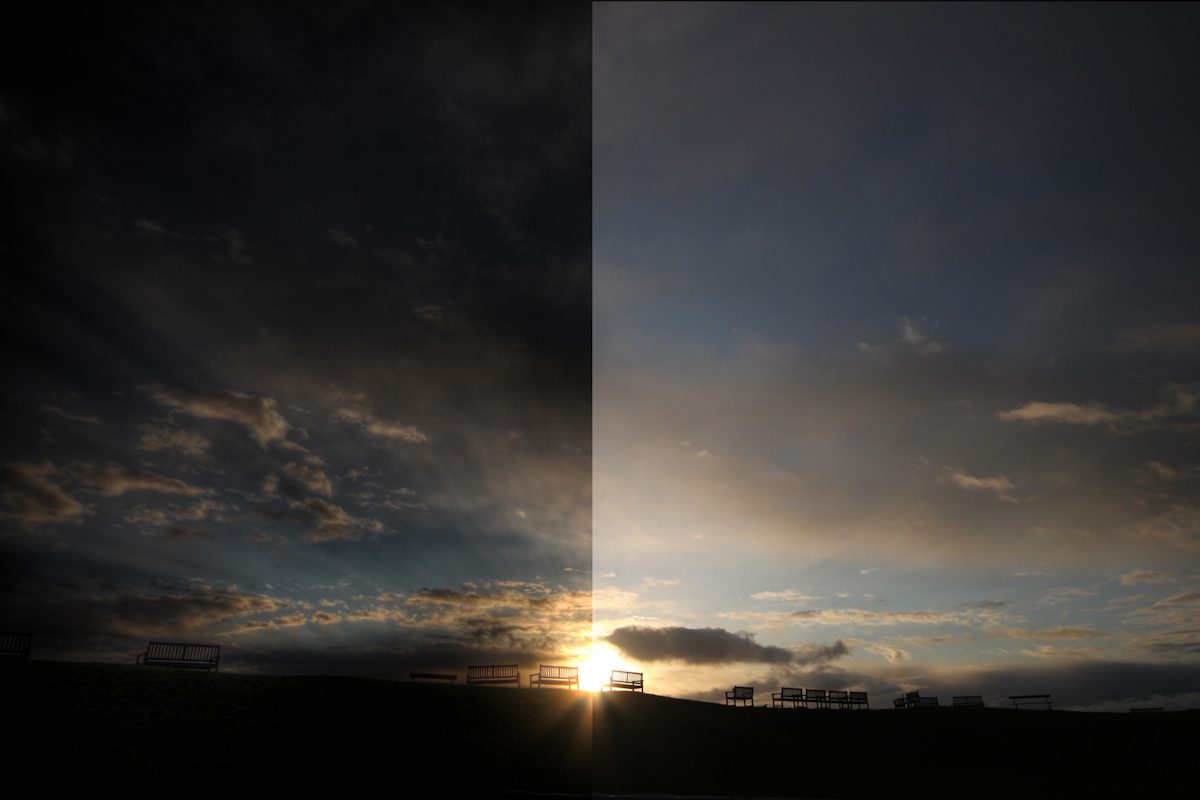
Abans i després de HDR

La representació d'alt rang dinàmic (HDR o renderització HDR), també coneguda com a il·luminació d'alt rang dinàmic, és la representació d'escenes de gràfics per ordinador mitjançant càlculs d'il·luminació realitzats en alt rang dinàmic (HDR). Això permet preservar els detalls que es poden perdre a causa de la limitació de les relacions de contrast. Els videojocs i les pel·lícules generades per ordinador i els efectes especials es beneficien d'això, ja que creen escenes més realistes que amb models d'il·luminació més simplistes.
L'empresa de processadors gràfics Nvidia resumeix la motivació de l'HDR en tres punts: les coses brillants poden ser realment brillants, les coses fosques poden ser molt fosques i es poden veure detalls en tots dos.

## Història
L'ús d'imatges d'alt rang dinàmic (HDRI) en gràfics per ordinador va ser introduït per Greg Ward el 1985 amb el seu programari de simulació d'il·luminació i representació Radiance de codi obert que va crear el primer format de fitxer per conservar una imatge d'alt rang dinàmic. L'HDRI va languir durant més d'una dècada, frenat per la potència de càlcul, l'emmagatzematge i els mètodes de captura limitats. Fins fa poc no s'ha desenvolupat la tecnologia per posar l'HDRI en ús pràctic.
El 1990, Nakame, et al., va presentar un model d'il·luminació per a simuladors de conducció que va posar de manifest la necessitat d'un processament d'alt rang dinàmic en simulacions realistes.
El 1995, Greg Spencer va presentar a SIGGRAPH els efectes d'enlluernament basats en la física per a imatges digitals, proporcionant un model quantitatiu per a la flama i la floració a l'ull humà.
El 1997, Paul Debevec va presentar Recovering high dynamic range radiance maps from photographs a SIGGRAPH, i l'any següent va presentar Rendering synthetic objects into real scenes. Aquests dos documents van establir el marc per crear sondes de llum HDR d'una ubicació i després utilitzar aquesta sonda per il·luminar una escena renderitzada.

## Exemples
Un dels avantatges principals de la representació HDR és que es conserven els detalls d'una escena amb una gran relació de contrast. Sense HDR, les zones massa fosques es retallen a negre i les zones massa brillants es retallen a blanc. Aquests estan representats pel maquinari com un valor de coma flotant de 0,0 i 1,0 per al negre pur i el blanc pur, respectivament.
Un altre aspecte de la representació HDR és l'addició de senyals perceptuals que augmenten la brillantor aparent. La renderització HDR també afecta com es conserva la llum en fenòmens òptics com ara reflexos i refraccions, així com en materials transparents com el vidre. En la representació LDR, les fonts de llum molt brillants d'una escena (com ara el sol) tenen un límit d'1,0. Quan aquesta llum es reflecteix, el resultat ha de ser inferior o igual a 1,0. Tanmateix, en la representació HDR, les fonts de llum molt brillants poden superar la brillantor 1.0 per simular els seus valors reals. Això permet que els reflexos de les superfícies mantinguin una brillantor realista per a fonts de llum brillants.

## Aplicacions en entreteniment informàtic
Actualment l'HDRR ha predominat als jocs, principalment per a ordinadors, la Xbox 360 de Microsoft i la PlayStation 3 de Sony. També s'ha simulat als sistemes PlayStation 2, GameCube, Xbox i Amiga. Sproing Interactive Media ha anunciat que el seu nou motor de jocs Athena per a Wii suportarà HDRR, afegint Wii a la llista de sistemes que el suporten.
En l'edició d'escriptori i els jocs, els valors de color sovint es processen diverses vegades. Com que això inclou la multiplicació i la divisió (que poden acumular errors d'arrodoniment), és útil tenir la precisió i el rang ampliats dels formats d'enter de 16 bits o de coma flotant de 16 bits. Això és útil independentment de les limitacions esmentades anteriorment en alguns maquinari.